# Jafre
|  | Per a altres significats, vegeu «Jafre (Olivella)». |

Jafre és un municipi de la comarca del Baix Empordà. Limita al nord amb el municipi de Garrigoles; a l'est, amb Verges; al sud, mitjançant el riu Ter, amb Foixà; i a l'oest, amb Colomers.
Eminentment agrícola, als voltants del curs del riu Ter hi ha conreus de regadiu, fruiters, blat de moro i hortalisses, que juntament amb els camps de secà de cereals són la base de la seva economia.
Des del punt de vista monumental hi destaquen l'església parroquial de Sant Martí, del segle xviii sobre un edifici anterior del segle x, i el Santuari de la Fontsanta del segle xv on hi ha unes aigües que hom creu que tenen poders curatius miraculosos.
A la legislatura (2015-2019) l'alcaldessa era la Núria Berga Ferrer.
Hi ha masies com el Mas Raimundo.

## Geografia
- Llista de topònims de Jafre (Orografia: muntanyes, serres, collades, indrets..; hidrografia: rius, fonts...; edificis: cases, masies, esglésies, etc).

## Història
Jafre és esmentat en documentacions de l'any 895 associades al castell, perdut i integrat a l'església parroquial, que va ser abandonat durant el segle xvii i anomenat el 1716 “edifici espatllat”. Les seves restes van ser declarades bé d'interès cultural el 1949.
La família Jafre de la petita noblesa catalana controlà l'alou de Jafre, que es feu amb el control del territori fins al segle xvii. Jafre formà part del Comtat d'Empúries, que passa a jurisdicció del monestir d'Amer al segle xiii. El segle xv la família entra a favor de Ferran d'Antequera en la guerra civil catalana.
Dins i fora del nucli urbà de Jafre hi ha cases i masies amb història; algunes de les de fora vila tenen l'origen en antigues vil·les romanes com el mas Seguer. Un altre indret amb llegenda és el Pou de les Goges on, tal com s'explica, hi habitaven uns éssers d'aparença femenina que sortien a les nits a cantar i a dansar.

## Demografia
| 1497 f | 1515 f | 1553 f | 1717 | 1787 | 1857 | 1877 | 1887 | 1900 | 1910 |
| ------ | ------ | ------ | ---- | ---- | ---- | ---- | ---- | ---- | ---- |
| 17     | 22     | 16     | 256  | 332  | 573  | 548  | 529  | 473  | 531  |

| 1920 | 1930 | 1940 | 1950 | 1960 | 1970 | 1981 | 1990 | 1992 | 1994 |
| ---- | ---- | ---- | ---- | ---- | ---- | ---- | ---- | ---- | ---- |
| 559  | 561  | 546  | 474  | 440  | 430  | 374  | 341  | 360  | 360  |

| 1996 | 1998 | 2000 | 2002 | 2004 | 2006 | 2008 | 2010 | 2012 | 2014 |
| ---- | ---- | ---- | ---- | ---- | ---- | ---- | ---- | ---- | ---- |
| 340  | 338  | 317  | 313  | 359  | 386  | 402  | 432  | 425  | 396  |

| 2016 | 2018 | 2020 | 2022 | 2024 | 2026 | 2028 | 2030 | 2032 | 2034 |
| ---- | ---- | ---- | ---- | ---- | ---- | ---- | ---- | ---- | ---- |
| 386  | 390  | 387  | 386  | 387  | -    | -    | -    | -    | -    |

## Biennal de Jafre
La Biennal de Jafre és una biennal d'art contemporani, de dos dies de durada, que se celebra en aquest municipi des de 2003. És considerada la biennal més curta i petita del món. Iniciada per Mario Flecha, va néixer com una resposta crítica al boom de les biennals artístiques que aquell any tenien lloc arreu del món. Actualment és comissariada pel mateix Flecha, Carolina Grau i Daniel Teruggi. Per la biennal han passat artistes de renom com Muntadas, Miralda, Ignasi Aballí, Jordi Mitjà, Jordi Colomer, Francis Alÿs, Martin Creed i Oriol Vilanova, entre molts altres.